# Steve Mosby
Pour les articles homonymes, voir Mosby.
Steve Mosby, né en 1976 à Leeds dans le comté du Yorkshire au Royaume-Uni, est un écrivain britannique.

## Biographie
Après des études de philosophie à l’université de Leeds, il a dû enchaîner, de son propre aveu, des "boulots ingrats et frustrants" avant de pouvoir se consacrer à l'écriture.
Attiré par la littérature de genre ("fantastique, horreur, science-fiction, polar, je ne pratique aucune discrimination"), il est l'auteur de huit thrillers, dont quatre ont été publiés en France chez Sonatine Éditions, puis repris en poche dans la collection "Thriller" de l’éditeur Points.

## Œuvre

### Romans
- The Third Person (2003)
- The Cutting Crew (2005)
- The 50/50 Killer (2007) Publié en français sous le titre Un sur deux, Paris, Sonatine Éditions, 2008, rééd. Paris, Points thriller, 2009.
- Cry for Help (2008) Publié en français sous le titre Ceux qu’on aime, Paris, Sonatine Éditions, 2009, rééd. Paris, Points thriller, 2010.
- Still Bleeding (2009) Publié en français sous le titre  Derniers instants, Sonatine Editions, 2014.
- Black Flowers (2011) Publié en français sous le titre Les Fleurs de l’ombre, Paris, Sonatine Éditions, 2012, rééd. Paris, Points thriller, 2013.
- Dark Room ou The Murder Code (2013)
- The Nightmare Place (2014)
- I Know Who Did It (2015) Publié en français sous le titre Je sais qui l'a tué, Paris, Sonatine Éditions, 2022.
- The Reckoning on Cane Hill (2016)
- You Can Run (2017)

### Romans signés Alex North
- The Whisper Man (2019)
- The Shadow Friend (2020)

## Prix et distinctions

### Nomination
- Ian Fleming Steel Dagger Award 2020 pour The Whisper Man[3]